# Ichak
Ichak és un poble de Jharkhand, Índia al districte d'Hazaribagh a uns 12 km al nord d'Hazaribagh. La seva importància resideix en el fet que el 1771 fou convertida en capital dels rages de Ramgarh. Això fou degut a una disputa entre Mukund Singh, raja de Ramgarh, i el seu parent Tej Singh, cap de l'exèrcit i que reclamava la corona; aquest darrer havia anat a Patna el 1771 a demanar ajut al capità Camac que li va posar a disposició una força sota el tinent Goddar; Mukun Singh, després d'una breu resistència, va fugir i Tej Singh va rebre Ramgarh fixant-se el tribut en 40.000 rúpies a l'any; Ramgarh va quedar sota control britànic i Ichak va esdevenir la nova capital. La fortalesa en la que van residir els rages és l'edifici principal de la vila. La població el 1872 era de 8.999 i el 1881 de 7.346.